# Ginocentrismo
Ginocentrismo (do neolatim gyno e grego gynL, gynaikós, "mulher, elemento feminino") é a prática, consciente ou não, de colocar seres humanos femininos ou um ponto de vista feminino como central da visão de mundo pessoal. As percepções, necessidades e desejos das mulheres tem prioridade neste sistema, onde a visão feminina torna-se o ponto de referência ou a lente pela qual todos os objetos são analisados.
O seu oposto, relacionando-o com o homem, designa-se por androcentrismo.

## História
Elementos de cultura ginocêntrica existentes hoje são derivados de práticas originadas na sociedade medieval, como o feudalismo, cavalheirismo e amor cortês, que continuam influenciando a sociedade contemporânea de formas sutis. Peter Wright se refere a tais padrões ginocêntricos como constituintes de um "feudalismo sexual", algo atestado por escritoras como Lucrezia Marinella ou Modesta Pozzo. Marinella reconta que, no ano 1600, mulheres de classes sociais mais baixas eram tratadas como superiores por homens que agiam como servos ou bestas nascidas para servi-las. Em 1590, Pozzo escreveu:
"não vemos que a tarefa masculina apropriada é sair para o ofício e se desgastar tentando acumular riquezas, como se fossem nossos agentes ou empregados, de modo que possamos permanecer em casa como a dona do lar que gere o trabalho e os lucros de sua mão de obra? Essa, se você apreciar, é a razão pela qual homens são naturalmente mais fortes e robustos que nós - eles precisam ser, para que possam lidar com o trabalho árduo a nosso favor."
Teóricas feministas posteriormente promoveram a necessidade do ginocentrismo por meio do qual as visões, necessidades e desejos das mulheres são priorizados à medida que as lentes pela qual problemas sociais são analisados e lidados o são em contraste com as perspectivas masculinas em círculos acadêmicos e na cultura.

## Críticas
Os pesquisadores Katherine K. Young e Paul Nathanson afirmam que ideologicamente o foco predominante do ginocentrismo é priorizar mulheres hierarquicamente, e como resultado, pode ser interpretado como misandria (ódio e discriminação contra homens). Apelos feministas por igualdade ou mesmo equidade são geralmente, de acordo com eles, um subterfúgio para o ginocentrismo. Young e Nathanson definem o ginocentrismo como uma visão de mundo baseada na crença implícita ou explícita de que o mundo gira em torno de mulheres, um tema cultural que afirmam ter se tornado rotineiro em tribunais de justiça e burocracias governamentais, resultando em discriminação sistemática contra homens. Eles também mencionam que o ginocentrismo é uma forma de essencialismo - distinta de estudos especializados ou ativismo político em favor de mulheres - à medida que foca nas virtudes inatas de mulheres e nos vícios inatos dos homens. Nathanson e Young também afirmam que "esta visão de mundo é explicitamente misândrica também, porque não só ignora as necessidades e problemas masculinos, como ataca os homens."
Alguns autores discriminam entre atos individuais ginocêntricos e eventos, como o Dia das Mães, e o conceito mais geral de uma cultura ginocêntrica que se refere a uma coleção maior de traços culturais que têm grande importância na maneira como as vidas das pessoas foi vivida.
Algumas feministas pós-modernas como Nancy Fraser questionam a concepção de um conceito estável de 'mulher' que fundamenta todo o ginocentrismo. Christina Hoff Sommers argumenta que o ginocentrismo é anti-intelectual e mantém uma visão antagonista de matérias tradicionalmente científicas e criativas, ignorando muitas descobertas importantes e trabalhos artísticos por serem masculinos. Sommers também escreve que a presunção de objetividade atribuída a muitas teorias ginocêntricas reprimiu o discurso e a interpretação feministas.
A escritora feminista Lynda Burns enfatiza que o ginocentrismo clama por uma celebração das diferenças positivas femininas - da história, mitos, artes e música das mulheres - em oposição a um modelo assimilacionista privilegiando similaridades aos homens. No entanto, observado em prática, a preeminência de mulheres associadas com narrativas ginocêntricas é normalmente vista como absoluta: interpessoalmente, culturalmente, histórica e politicamente, ou em contextos sociais mais abrangentes como entretenimento popular. Como tal, pode se tornar no que Rosalind Coward cunhou como "mulherismo... um tipo de versão popular do feminismo que enaltece tudo que mulheres fazem e menospreza os homens".